# Micropora
Micropora is een mosdiertjesgeslacht uit de familie van de Microporidae en de orde Cheilostomatida. De wetenschappelijke naam ervan is in 1848 voor het eerst geldig gepubliceerd door John Edward Gray.

## Soorten
- Micropora aculeata (d'Orbigny, 1852) (taxon inquirendum)
- Micropora acuminata Winston, 2005
- Micropora africana d'Orbigny, 1852
- Micropora angusta MacGillivray, 1887
- Micropora angustiscapulis Winston, Vieira & Woollacott, 2014
- Micropora aspinosa De Blauwe & Gordon, 2014
- Micropora borealis (d'Orbigny, 1852) (taxon inquirendum)
- Micropora brevissima Waters, 1904
- Micropora candeana (d'Orbigny, 1852) (taxon inquirendum)
- Micropora cervicornis d'Hondt & Mascarell, 2010
- Micropora coriacea (Johnston, 1847)
- Micropora coriacea (Esper, 1791)
- Micropora elegans Maplestone, 1901
- Micropora equilateralis d'Hondt & Gordon, 1999
- Micropora erecta Boonzaaier-Davids, Florence & Gibbons, 2020
- Micropora finisterrae Moyano, 1994
- Micropora fissurata Waters, 1927
- Micropora gracilis (Uttley, 1949)
- Micropora inaequalis (d'Orbigny, 1852) (taxon inquirendum)
- Micropora inexpectata Moyano, 2002
- Micropora karukinkaensis Moyano, 1994
- Micropora latiavicula Florence, Hayward & Gibbons, 2007
- Micropora mawatarii Arakawa, 2016
- Micropora mortenseni Livingstone, 1929
- Micropora nodimagna Ramalho & Calliari, 2015
- Micropora normani Levinsen, 1909
- Micropora notialis Hayward & Ryland, 1993
- Micropora peruviana d'Orbigny, 1842 (taxon inquirendum)
- Micropora plana Arakawa, 2016
- Micropora rimulata Canu & Bassler, 1929
- Micropora robusta Cook, 1985
- Micropora santacruzana Soule, Soule & Chaney, 1995
- Micropora selknami Moyano, 1994
- Micropora similis Hayward & Cook, 1983
- Micropora stenostoma (Busk, 1854)
- Micropora variperforata Waters, 1887

Niet geaccepteerde soorten:
- Micropora complanata (Norman, 1864) → Terwasipora complanata (Norman, 1864)
- Micropora depressa (Moll, 1803) → Calpensia nobilis (Esper, 1796)
- Micropora sagittata d'Hondt, 1986 → Micropora angusta MacGillivray, 1887
- Micropora uncifera Busk, 1884 → Andreella uncifera (Busk, 1884)